# Солитер (ландшафтный дизайн)
Солите́р (фр. solitaire, от лат. solitarius — одинокий) — отдельно стоящее дерево (кустарник) в европейских парках. Дизайнерский приём, один из основных элементов композиции зелёных насаждений, применяемый при благоустройстве и озеленении парков, садов и частных владений.

## Солитер в ландшафтном дизайне

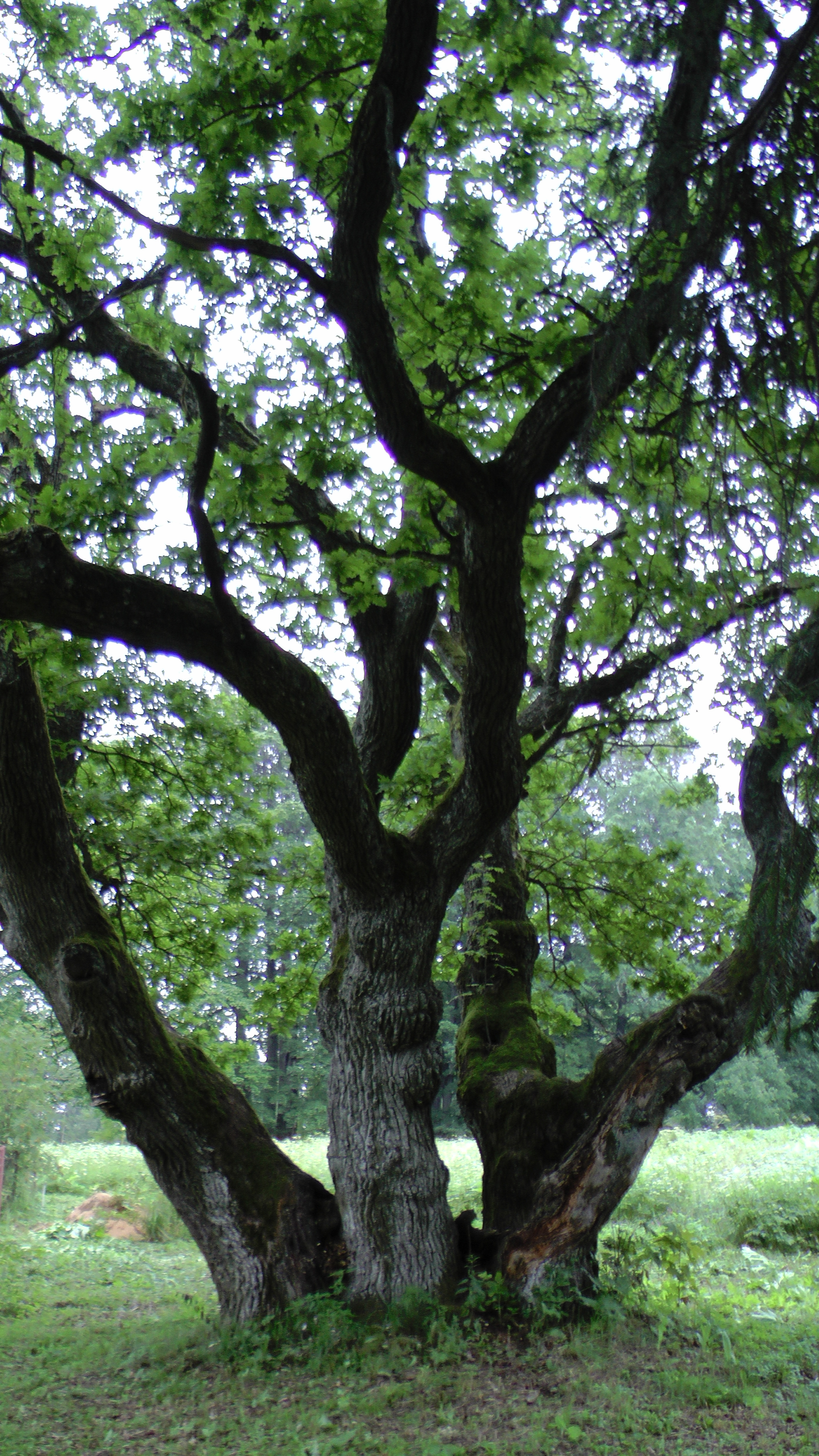
Дуб-солитер в усадьбе Воронино, Ломоносовский район, Ленинградская область

Для одиночной посадки используются виды, отличающиеся декоративностью на протяжении целого года, светолюбивые растения. На свободном пространстве нет необходимости конкурировать за солнечный свет и воду с другими растениями. При использовании дерева в качестве солитера, его крона становится широкой, а само оно имеет более низкую посадку. Солитеры с убранством мелких декоративных листьев или тёмной окраски высаживают ближе к садовым дорожкам, беседкам. Солитеры с крупными листьями или светлой листвой высаживают на фоне фасадов зданий, декоративных ограждений. Солитеры должны привлекать к себе внимание, доминировать в композиции. Для этого высота солитера во взрослом состоянии и ширина поляны должны соотноситься как 1:3.
В XIX веке использовался особый приём создания декоративных солитеров. Несколько деревьев высаживали на предельно малом расстоянии. С годами они срастались, образуя «букет» из расходящихся в разные стороны стволов. Реже — одно дерево расщепляли, а отдельные части его заставляли расти в разные стороны. Зонтичная, пирамидальная, плакучая, шарообразная, коническая формы были характерны для солитеров этого времени реже.
Чаще всего в XVIII—XIX веках он высаживался напротив господского дома усадьбы. Как правило, таким деревом был дуб. Из видов дуба для солитера использовались обычно: дуб черешчатый, дуб монгольский, дуб иволистный, дуб крупноплодный.
Академик Дмитрий Лихачёв так описывает дуб-солитер в парках эпохи романтизма:

«Если в эпоху Барокко деревья группировались в боскеты, то в романтических садах особое значение приобретает единственное и уединенное дерево — преимущественно дуб. Его уединение иногда на вершине Парнаса (здесь оно было особенно желательно) — романтической формы Эрмитажа, — среди поляны, на берегу вод (тут играло свою роль и его отражение), или, если дерево было старым, то в тесном окружении молодых деревьев, особенно ценилось в эпоху Романтизма.
Дуб стал любимым насельником романтического парка не только потому, что он „долгожитель“ среди деревьев и, следовательно, свидетель прошлого, но и потому ещё, что он не поддается стрижке, как липа; дуб — индивидуальность, которую в эпоху Романтизма стали особенно ценить не только в людях, но и в самой природе».— Лихачёв Д. С. Поэзия садов: к семантике садово-парковых стилей. Сад как текст
В современном парковом ландшафте используются в качестве солитеров клён, берёза, гинкго и другие виды деревьев.
Некоторые психологи отмечают эмоциональный эффект подобных деревьев — нацеливание на неторопливые размышления, необходимые человеку для уяснения и осознания смысла жизни.

## Известные солитеры в России

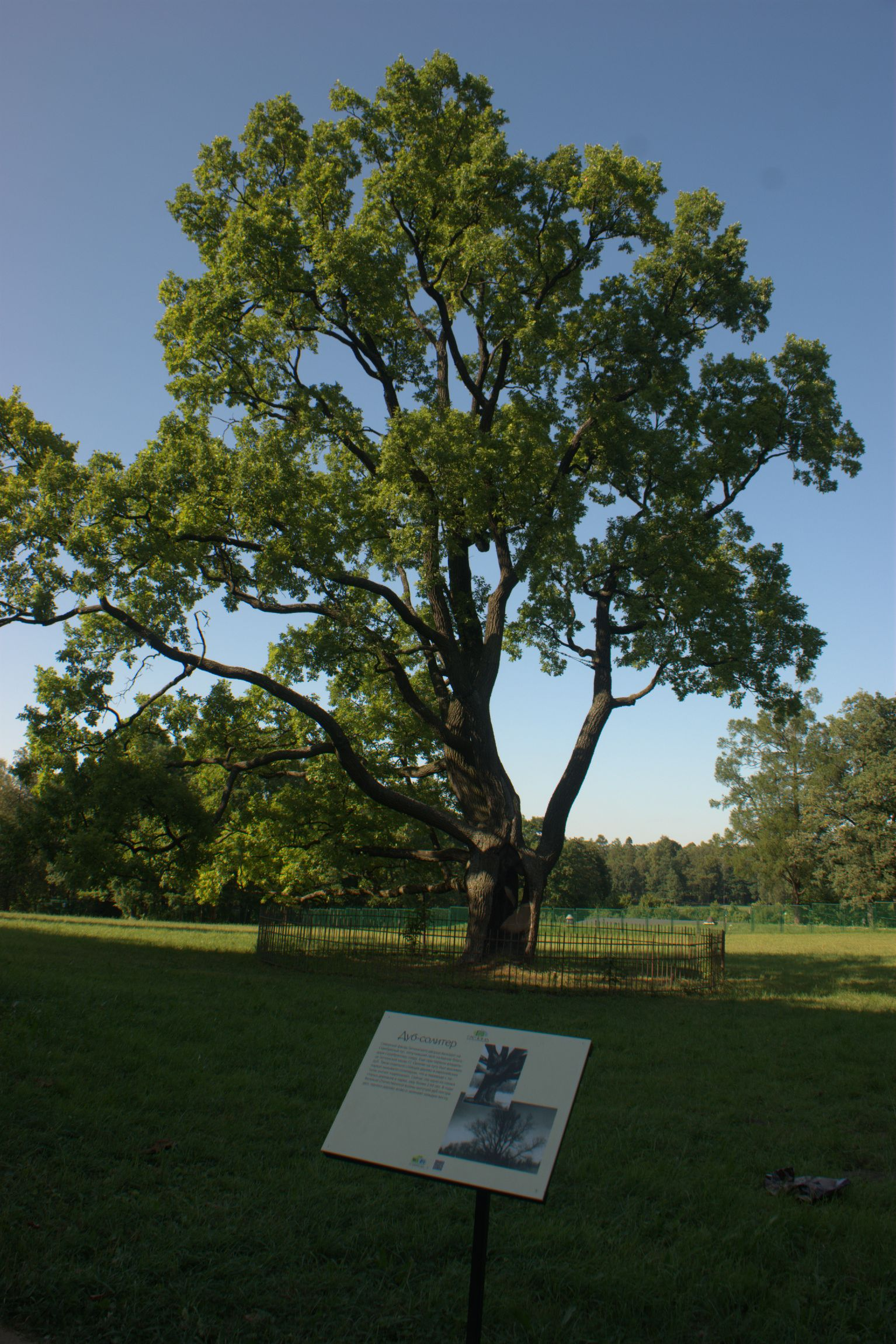
Дуб-солитер в Гатчинском парке

- Дуб на Серебряном лугу в Гатчинском парке[12]. Считается, что он был посажен при графе Григории Орлове, более вероятно, что дерево появилось позднее, после 1783 года, когда хозяином дворца и парка стал сын Екатерины II цесаревич Павел Петрович. В любом случае этому дубу более 230 лет. В 1970-е годы в дуб попала молния и расколола его на две части. Его высота более 20 метров[13].

- Усадьба Воронино. Ломоносовский район, Ленинградская область[14]. Территория на реке Воронке были пожалована в 1712 году Петром I князю Алексею Михайловичу Черкасскому. В 1744 году имение в качестве приданого перешло к дочери Черкасского Варваре Алексеевне, вышедшей замуж за графа Петра Борисовича Шереметева. С 1834 года поместьем владел поручик князь Ельпидифор Парфентьевич Енгалычев. При нём построен двухэтажный каменный господский дом с двумя флигелями, устроен парк на террасах, спускающихся к реке, запруженной плотиной, и мельница[15]. На поляне перед домом был посажен дуб-солитер с разделёнными в виде букета стволами. Дереву около 180 лет[16].

- Усадьба Владимирово. Московская область, Подольский район. Во II половине XVIII века землями владели Бухвостовы. Сохранился небольшой архитектурный ансамбль эпохи классицизма, созданный в XIX веке. Среди построек, поставленных по трём сторонам прямоугольника парадного двора, не имеется высотной или художественной доминанты, отсутствует основной господский дом, место которого по канонам классицизма определено между флигелями. Искусствовед Д. Г. Желудков, посвятивший Владимирово статью[17], считает это решение намеренным. Дуб-солитер восполняет его отсутствие, дополняя ансамбль.

## Галерея. Солитеры в современных парках

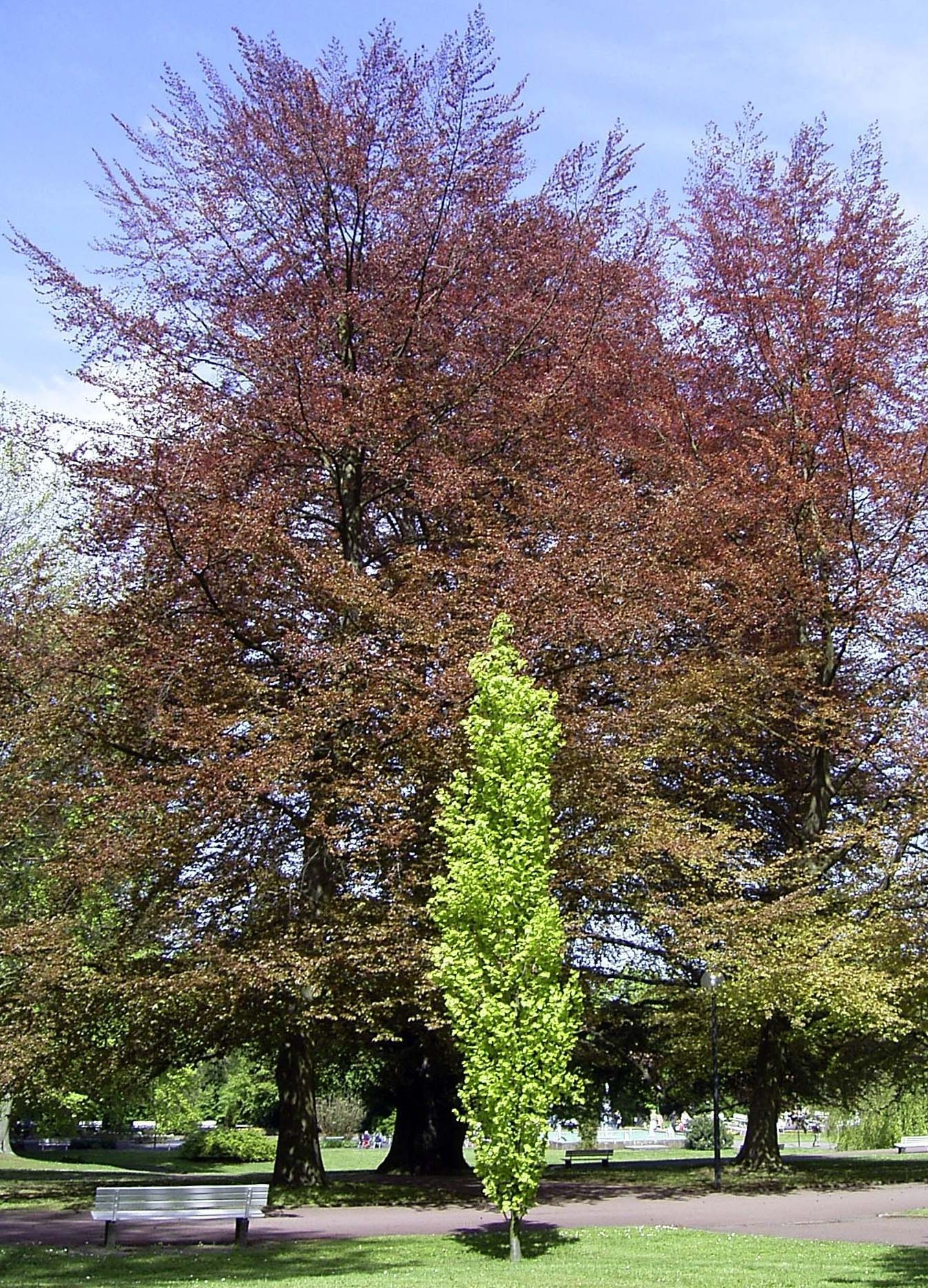
Солитер. Bad Nenndorf (Германия)
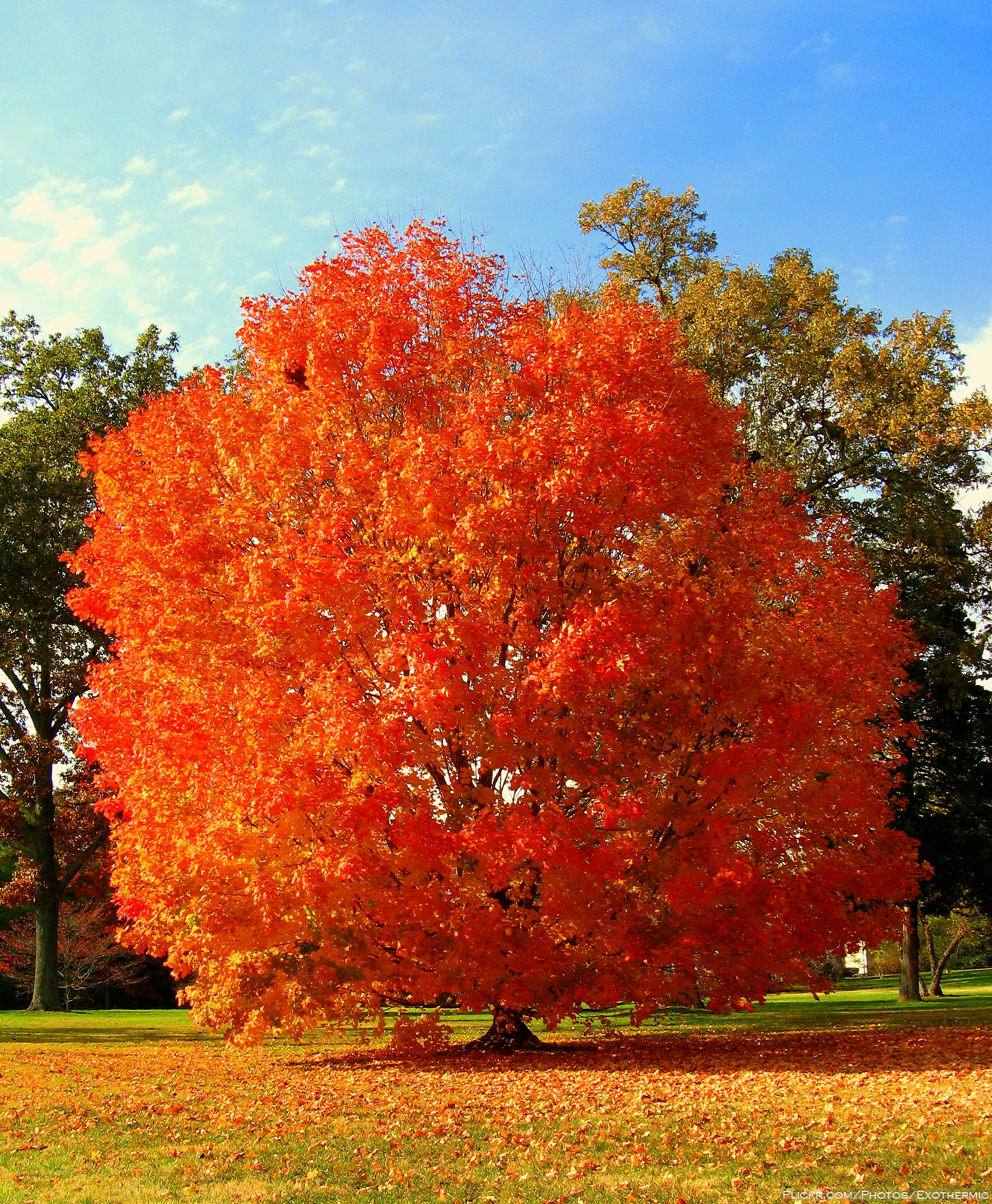
Солитер. Парк города Туллахома (США)
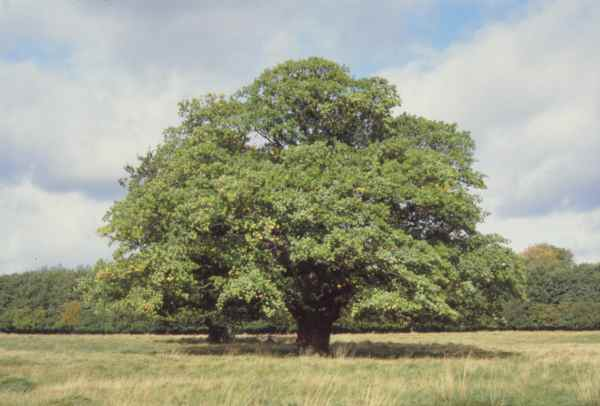
Солитер. Олений парк Йегерсборг (Дания)